# Municipi de Slagelse
El municipi de Slagelse és un municipi danès de la Regió de Sjælland que va ser creat l'1 de gener del 2007 com a part de la Reforma Municipal Danesa, integrant els antics municipis de Hashøj, Korsør; Skælskør i Slagelse. El municipi és situat a l'oest de l'illa de Sjælland abastant una superfície de 567 km².
També formen part del municipi les illes costaneres de Omø, Agersø i Glænø, a més de l'illa de Sprogø situada al mig de l'estret del Gran Belt i punt intermedi del pont del Gran Belt o Storebæltsbroen, de 18 km de llarg, que connecta l'illa de Sjælland amb la Fiònia, amb el municipi de Nyborg.
La ciutat més important i la seu administrativa del municipi és Slagelse (31.682 habitants el 2009). Altres poblacions del municipi són:
- Agersø
- Bisserup
- Boeslunde
- Dalmose
- Eggeslevmagle
- Flakkebjerg
- Forlev
- Havrebjerg
- Kirke Stillinge
- Korsør
- Rude
- Skælskør
- Slots Bjergby
- Sønderup
- Sørbymagle
- Svenstrup

## Consell municipal
Resultats de les eleccions del 18 de novembre del 2009
| Partit                             | vots  | % vots |
| ---------------------------------- | ----- | ------ |
| Socialdemokratiet                  | 12604 | 32,7   |
| Det Radikale Venstre               | 998   | 2,6    |
| Det Konservative Folkeparti        | 1352  | 3,5    |
| Tværfaglig-Lokalpolitisk-Vælgerfor | 18    | 0,0    |
| Socialistisk Folkeparti            | 4805  | 12,5   |
| Det Grønne Slagelse                | 150   | 0,4    |
| Liberal Alliance                   | 608   | 1,6    |
| Kristendemokraterne                | 61    | 0,2    |
| Nydemokratiet                      | 95    | 0,2    |
| Dansk Folkeparti                   | 6044  | 15,7   |
| Folkebevægelsen Ret- og Velfærd    | 18    | 0,0    |
| Venstre                            | 11384 | 29,5   |
| Enhedslisten - De Rød-Grønne       | 437   | 1,1    |

### Alcaldes
| Alcalde     | Període               | Partit             |
| ----------- | --------------------- | ------------------ |
| Lis Tribler | 1-1-2007 a 31-12-2009 | Socialdemokraterne |
|             | 1-1-2010 a 31-12-2013 |                    |